# Csikóstőttős
Csikóstőttős is een plaats (község) en gemeente in het Hongaarse comitaat Tolna. Csikóstőttős telt 956 inwoners (2001).